# أدولف (اسم)
أدولف (بالألمانيَّة: Adolf) يتم نطقهُ أحياناً أدولفو، هو اسم شخصي من أصول ألمانية.
الاسم مركب مشتق من اللغة الألمانية العليا القديمة Athalwolf (أو Hadulf) وهو تكوين من athal أو adal، ويعني "نبيل" (أو had (u) - ، بمعنى "معركة ، قتال")، والذئب حيث أن الاسم مشابه للاسم الأنجلو ساكسوني Æthelwulf أو آيثلووف (أيضًا Eadulf أو Eadwulf ).
يمكن أيضاً اشتقاق الاسم من العناصر الجرمانية القديمة "والد" والتي تعني "القوة" و "السطوع" والذئب (والدولف).
بسبب الارتباطات والصورة النمطيَّة مع المستشار الألماني أدولف هتلر تراجعت شعبية اعتماد الاسم منذ نهاية الحرب العالمية الثانية.
يوجد نسخة أنثويَّة وهي أدولفا أو أدلوفين Adolphine و Adolpha لكنها أندر بكثير من نسختها الذكوريَّة.
يُمكن أن يكون أدولفوس لقباً عائلياً مثل جون أدولفوس.

## الشعبية والرواج
خلال القرن التاسع عشر وأوائل القرن العشرين كان أدولف اسماً شائعاً للأطفال الصغار في البلدان الناطقة بالألمانية وبدرجة أقل أيضاً في البلدان الناطقة بالفرنسية (تهجى هناك باسم Adolphe أو أدولفي)
وبعد بعد وصول أدولف هتلر إلى السلطة في ألمانيا النازية أصبح اسم أدولف مشهوراً مرة أخرى ، خاصة في 1933-1934 و 1937. 
ولكن بسبب الارتباطات السلبية بهتلر انخفض الاسم في شعبيته كاسم معين للذكور منذ الأربعينيات.  حتى أن أدولف داسلر (مواليد 1900) وقريب من جيل المستشار الألماني هتلر، وهو مؤسس شركة أديداس لقبه بـ "Adi" في حياته المهنية ولاسم شركته.  بعد عام 1945، تم تسمية عدد قليل من الألمان بأدولف بسبب التقاليد العائلية. 
وبالمثل اختفت النسخة الفرنسية أدولفي - الاسم الشائع إلى حد ما في فرنسا واسم الرواية الفرنسية الكلاسيكية - تقريباً، جنبًا إلى جنب مع النسخة الإيطالية أدولفو. ومع ذلك ، فإن النسخة الإسبانية والبرتغالية ، أدولفو، لم يتم وصمها بنفس الطريقة ولا تزال شائعة الاستخدام في البلدان الناطقة بالإسبانية والبرتغالية.

## أسماء الملوك والنبلاء
- أدولف فريدريك ، ملك السويد (1710-1771)
- أدولف الأول ، أمير شاومبورغ ليبي (1817-1893)
- أدولف الثاني أمير Schaumburg-Lippe (1883-1936)
- أدولف من ألتينا (1157-1220) ، رئيس أساقفة كولونيا
- أدولف من ناسو (1540-1568) ، كونت ناسو ، شقيق ويليام الصامت
- أدولف ، كونت بلاتين نهر الراين (1300-1327)
- أدولف دوق بافاريا (1434-1441)
- أدولف دوق هولشتاين جوتورب (1526-1586)
- أدولف دوق يوليش بيرج (1370-1437)
- أدولف ، ملك الرومان (1255-1298) ، ملك ألمانيا
- أدولف الأول أمير أنهالت كوثن (ت ١٤٧٣)
- أدولف الثاني أمير أنهالت كوثن (1458-1526)
- أدولف ، دوق لوكسمبورغ الأكبر (1817–1905)
- أدولفوس كامبريدج ، مركيز كامبريدج الأول (1868–1927)
- أدولفوس فريدريك الثاني ، دوق مكلنبورغ ستريليتس (1658-1708)
- أدولفوس الثامن ، كونت هولشتاين (1401–1459) ، دوق جوتلاند الجنوبية
- Adulf Evil-child (فلوريدا. AD 973) ، المعروف أكثر باسم Eadwulf Evil-child ، إيرل بامبورغ
- إرنست أوغسطس ويليام أدولفوس جورج فريدريك ، ولي عهد هانوفر (1845-1923)
- غوستاف الرابع أدولف (1778-1837) ، ملك السويد
- غوستاف السادس أدولف (1882–1973) ، ملك السويد
- غوستافوس أدولفوس ملك السويد (1594–1632)
- الأمير أدولف من Schaumburg-Lippe (1859-1917) ، وصي على عرش ليبي
- الأمير أدولفوس ، دوق كامبريدج (1774-1850) ، ابن جورج الثالث ملك المملكة المتحدة
- الأمير جوستاف أدولف ، دوق Västerbotten (1906-1947) ، أمير السويد
- المستشار النازيِّ أدولف هتلر، مستشار ألمانيا (1889-1945)